# 前田理玖
前田 理玖（まえだ りく、1999年2月22日 - ）は、福井県福井市出身のハンドボール選手。日本ハンドボールリーグ（リーグH）のアルバモス大阪高石所属。

## 経歴
2021年1月に日本ハンドボールリーグの北陸電力へ加入。
2023年4月に富山ドリームスへ移籍。2024年は227得点（7mT12得点）を挙げ、得点王とフィールド得点賞のタイトルを獲得した。
2025年6月20日に退団を発表。7月17日にアルバモス大阪高石への移籍を発表した。

## 詳細情報

### タイトル・表彰

#### 日本ハンドボールリーグ (リーグH)
- 得点王：1回 (2024年)
- フィールド得点賞：1回 (2024年)

### 背番号
- 18 (2021年 - 2023年)
- 11 (2023年 - 2025年)
- 2 (2025年 - )